# Manuel Jorge Marmelo
Manuel Jorge Marmelo (geb. 1971 in Porto) ist ein portugiesischer Schriftsteller und Journalist.

## Leben
Als Journalist tätig seit 1989, insbesondere für die portugiesische Tageszeitung Público (bis 2012), wurde er für seine Arbeit mit zahlreichen Preisen ausgezeichnet.
1996 erschien seine erste Novelle O homem que julgou morrer de amor, das Theaterstück O casal virtual sowie eine erste Erzählung in der Anthologie A cidade sonhada mit Texten zahlreicher in Porto ansässiger Schriftsteller. Sein zweites Buch Portugués guapo y matador (1997) wurde 1999 für das Theater adaptiert. Einen ersten Publikumserfolg erzielte er 1999 mit dem Roman As mulheres deviam vir com livro de instruções, das in Portugal bereits in der 10. Auflage lieferbar ist und 2005 ins Spanische sowie 2008 ins Italienische übersetzt wurde. 2005 erhielt er für den Erzählband O Silêncio de um homem só den Grande Prémio do Conto Camilo Castelo Branco. Im Februar 2014 wurde er für den Roman Uma mentira mil vezes repetida mit dem Prémio Literário Casino da Póvoa ausgezeichnet. Das Buch wurde unter dem Titel Eine tausendmal wiederholte Lüge ins Deutsche übersetzt.
2022 war Marmelo Stipendiat des Künstlerhauses Villa Waldberta in Feldafing bei München und stellte dort seinen Roman Veneno fertig.

## Werk
- O homem que julgou morrer de amor / O caso virtual – 1996 (Novelle / Theater)
- Portugués, guapo y matador – 1997 (Roman)
- Nome de tango – 1998 (Roman)
- As mulheres deviam vir com livro de instruções – 1999 (Roman)
- O amor é para os parvos – 2000 (Roman)
- Palácio de cristal, jardim-paraíso – 2000 (Bildband)
- Sertão dourado – 2001 (Roman)
- Paixões & embirrações – 2002 (Crónicas)
- Oito cidades e uma carta de amor – 2003 (Erzählungen)
- A menina gigante – 2003 (Kinderbuch)
- Os fantasmas de Pessoa – 2004 (Roman)
- O Silêncio de um homem só – 2004 (Erzählungen) – Grande Prémio do Conto Camilo Castelo Branco 2005
- Os olhos do homem que chorava no rio – 2005 (mit Ana Paula Tavares nach einer Idee von Paulinho Assunção)
- O peixe Baltasar – 2005 (Kinderbuch)
- Porto: Orgulho e Renascimento – 2006
- Aonde o vento me levar – 2007 (Roman)
- Uma mentira mil vezes repetida – 2011 (Romance) Prémio Literário Casino da Póvoa 2014. Deutsch: Eine tausendmal wiederholte Lüge, übers.: Michael Kegler, A1 Verlag, München 2015
- Somos todos um bocado ciganos – 2012 (Roman)
- Crónicas do autocarro – 2013 (Crónicas)
- Zero à esquerda – 2013 (Erzählungen)
- O tempo morto é um bom lugar – 2014 (Roman)
- A guerra nunca acaba – 2014 (Novelle)
- Tropel – 2020 (Roman)
- A última curva do caminho – 2022 (Roman)